# Abu l-Fath Mirza
Abu l-Fath Mirza Muayyid al-Dawla (mort 1912) fou un príncep qajar que va exercir nombrosos governs a Pèrsia. Era fill de Sultan Murad husam al-saltana alt càrrec a la cort, i estava casat amb Afshar al-Dawla filla de Nàssir-ad-Din Xah Qajar (del seu primer matrimoni) i, per tant, cunyat de Kamran Mirza naib al-saltana governador de Teheran.
Va exercir els governs de Yadz (1870), Esfahan (1873), Kurdistan (1876 per delegació del seu pare que havia rebut el govern de Kudistan i Kermansah i va exercir només el segon), Sistan (1881), Gilan (1885) i Khurasan (1893) del que fou destituït el 29 de juny de 1895. Després d'uns anys sense cap destí oficial, fou enviat com a governador a Fars el 1907. Va morir el 1912 i fou enterrat a Kumm (Qom).

## Nota
1. ↑  a Gilan va donar refugi vers 1886 al revolucionari Mirza Aga Khan Kermani fins que aquest va poder marxar a Istanbul
2. ↑  només arribar ja va fer penjar nou homes, i el seu període de govern va estar marcat per disturbis, en part causat per la seva política d'extorsió